# 鸡冠山乡 (灯塔市)
鸡冠山乡，是中华人民共和国辽宁省辽阳市灯塔市下辖的一个乡镇级行政单位。

## 行政区划
鸡冠山乡下辖以下地区：
詹家堡子村、高家堡子村、刘家堡子村、桂家堡子村、关门山村、鸡冠山村、于家沟村和胡巴什村。